# Noordwand
Een noordwand is een wand van een berg die naar het noorden gericht is. Noordwanden hebben in de bergsportgeschiedenis een belangrijke rol gespeeld. Het is jarenlang een uitdaging geweest om als eerst zo'n wand te beklimmen, hetzij in een touwgroep, solo, of de eerste winterbeklimming. De Eiger, Matterhorn en Grandes Jorasses zijn de grootste en moeilijkste van de Alpen. Ze worden dan ook de klassieke noordwanden genoemd.
Nog steeds worden alle mogelijke records op deze wanden bijgehouden. Ook nieuwe routes op deze wanden worden nog steeds geopend.

## De belangrijkste noordwanden van de Alpen

### De "drie grote"
| Noordwand        | Wandhoogte | Hoogte | Eerste beklimming                           | Eerste beklimmer                                                               | 1e Winterbeklimming                                                   | 1e Solobeklimming        | 1e Winter-Solo                                           |
| Eiger            | 1650 m     | 3970 m | 1938                                        | Heinrich Harrer, Anderl Heckmair, Fritz Kasparek, Ludwig Vörg                  | 1961 Toni Hiebeler, Toni Kinshofer, Walter Almberger, Anderl Mannhard | 1963 Michel Darbellay    | 1978 Tsuneo Hasegawa en Ivano Ghirardini (een dag later) |
| Grandes Jorasses | 1200 m     | 4208 m | 1935 Crozpfeiler (C) 1938 Walkerpfeiler (W) | C: Martin Meier, Rudolf Peters; W: Ricardo Cassin, Luigi Esposito, Ugo Tizzoni | W: 1963 Walter Bonatti, Cosimo Zappelli                               | W: 1968 Alessandro Gogna | W: 1979 Tsuneo Hasegawa                                  |
| Matterhorn       | 1200 m     | 4478 m | 1931                                        | Franz Schmid, T. Schmid                                                        | 1962 Hilti von Almen, Paul Etter                                      | 1959 Dieter Marchart     | 1965 Walter Bonatti                                      |

| Noordwand   | Wandhoogte | Hoogte | Eerste beklimming | Eerste beklimmer                                                                       | 1e Winterbeklimming                                                                                          | 1e Solobeklimming  | 1e Winter-Solo        |
| Petit Dru   | 700 m      | 3733 m | 1935              | Pierre Allain, Raymond Leininger                                                       | 1964 George Payot, Yvon Masino, Gérard Devouassoux                                                           | ?                  | 1955 Walter Bonatti   |
| Piz Badile  | 800 m      | 3308 m | 1937              | Riccardo Cassin, Vittorio Ratti, Gino Esposito, Mario Molteni † , Giuseppe Valsecchi † | 1967 Michel Darbellay, Camille Bournissen, Paolo Armando, Gianni Calcagno, Daniel Troillet, Alessandro Gogna | 1952 Hermann Buhl  | 2006 Fabio Valsechini |
| Große Zinne | 800 m      | 2999 m | 1933              | Emilio Comici, Angelo Dimai, Giuseppe Dimai                                            | 1938 Fritz Kasparek, Sepp Brunnhuber                                                                         | 1937 Emilio Comici | ?                     |

## Voetnoten
1. ↑  †: omgekomen tijdens afdaling.